# Palazzo del Podestà (Parma)

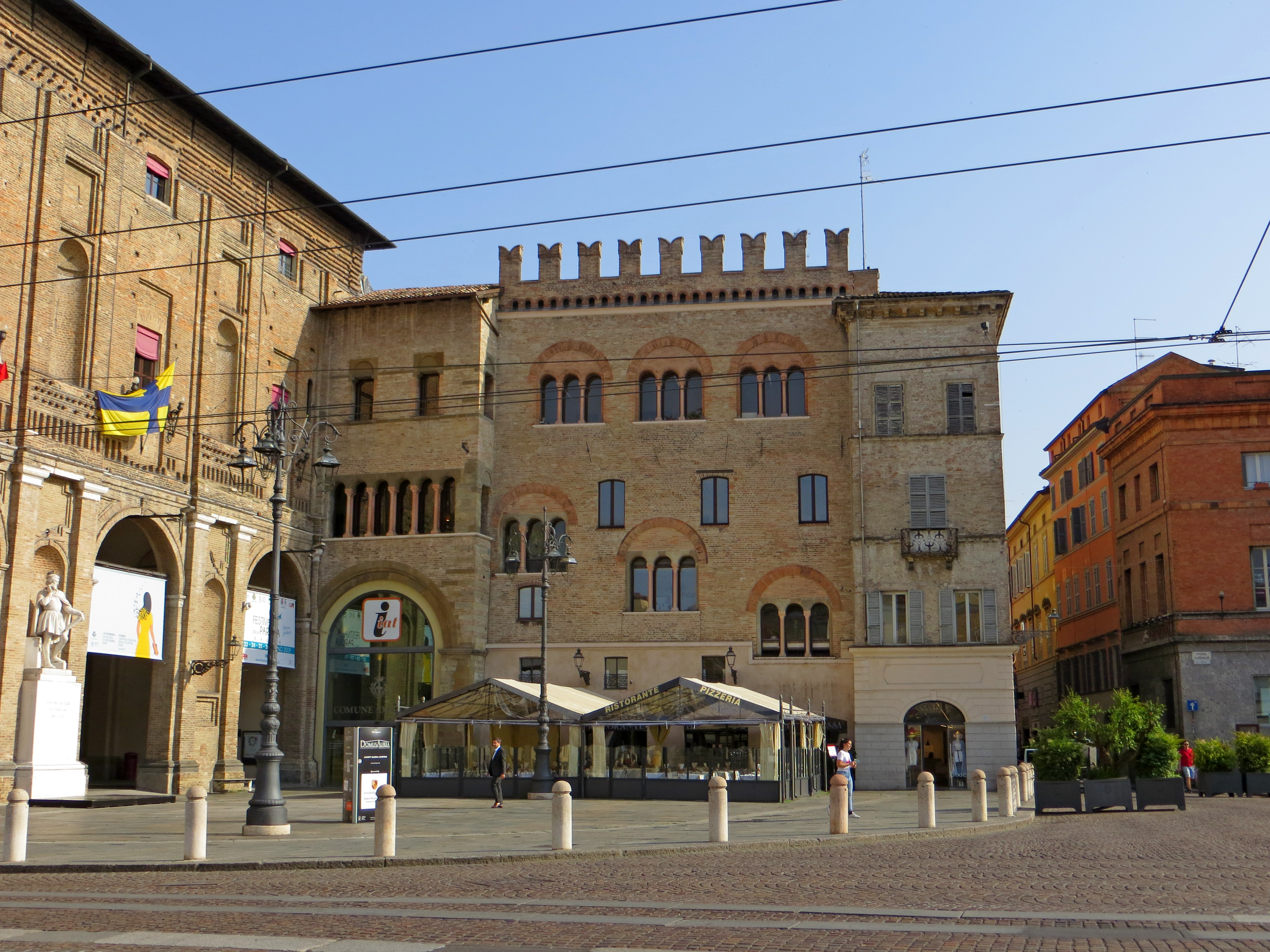
Fassade des Palazzo del Podestà in Parma

Der Palazzo del Podestà ist ein spätromanischer Palast im historischen Zentrum von Parma in der italienischen Region Emilia-Romagna. Er liegt auf der Südseite der Piazza Garibaldi, anschließend an den Palazzo del Comune.

## Geschichte
Der Palast entstand zwischen 1221 und 1240 auf der Südseite des „Platea Communis“ (heute Piazza Garibaldi), östlich der heutigen Strada Farini, durch ein „Balatorium“ mit den heute nicht mehr existierenden Palazzo del Torello verbunden, dem alten Sitz der Stadtverwaltung aus dem Jahre 1221. Das Gebäude diente als Sitz des Bürgermeisters, der bis dahin noch keinen festen Amtssitz in der Stadt hatte.
Zwischen 1281 und 1282 wurde in Übereinstimmung mit diesem Palast der Palazzo del Capitano del Popolo, der neue Sitz der Stadtverwaltung, errichtet, der mit dem Palazzo del Podestà über einen kleinen Eingang und eine Treppe verbunden war. Mit der Zeit verlor er allerdings seine ursprüngliche Funktion und wurde zu einem Teil des Palazzo del Comune.
1606 wurde der Palast beim Einsturz des besonders hohen Torre Civica beschädigt, der den Palazzo del Capitano del Popolo vollständig zerstörte. Dieser wurde zwischen 1627 und 1673 in Renaissancearchitektur wieder aufgebaut.
1760 wurde der Hofarchitekt Ennemond Alexandre Petitot anlässlich der Hochzeit der Prinzessin Isabella von Bourbon mit dem späteren Kaiser Joseph II. von Österreich damit beauftragt, die Fassade des Palastes zum Platz hin in klassizistischem Stil zu vereinheitlichen. Die Restaurierung, die mit der Vermauerung der mittelalterlichen Dreifachfenster und dem Verputzen der Fassade einherging, wurde 1762 abgeschlossen.
1927 wurde der Palast erneut restauriert, wobei der Gipsputz entfernt und so die alte, mittelalterliche Fassade zum Platz hin wieder ans Licht gebracht wurde.
Ab 2016 wurde das Gebäude einer weiteren Restaurierung unterzogen, die das Bürsten und Reinigen der Fassade und die Sicherung des Daches und der Zinnen umfasste. Die Arbeiten dauerten sechs Monate und kosteten der Stadt € 350.000.

## Beschreibung

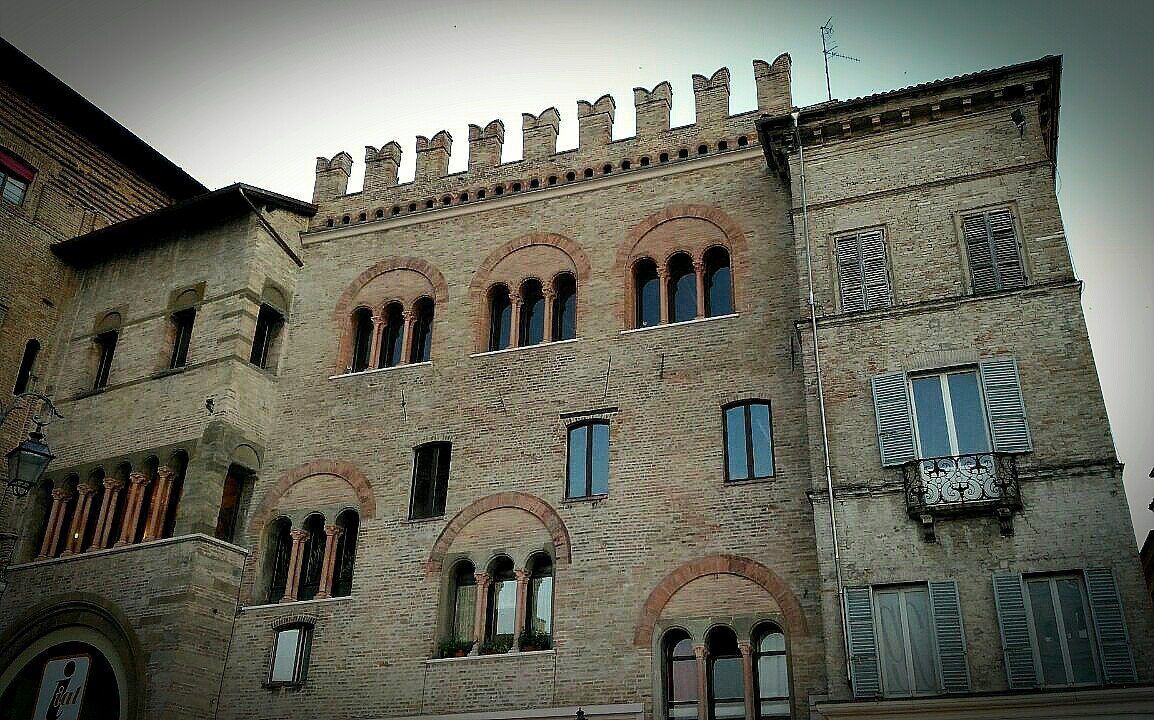
Detail der Fassade

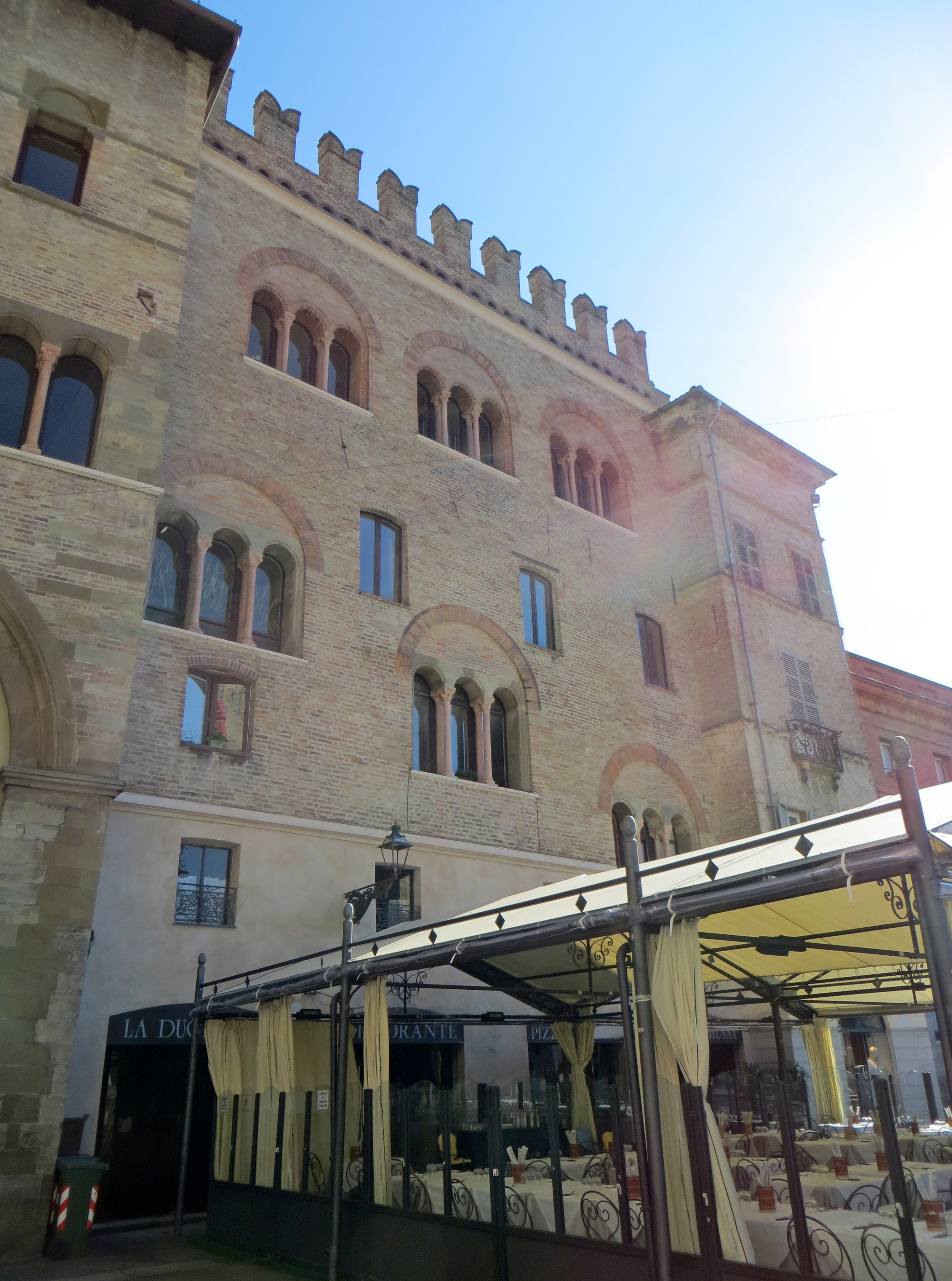
Fassade

Das Gebäude besteht aus zwei Teilen; der linke, der direkt an den Palazzo del Comune anschließt, springt leicht zum Platz hin vor. In perfekter Ausrichtung mit der Strada Cavour erhebt sich dieser über einem breiten Gewölbe, gekrönt von einer Reihe von Einzelfenstern, in Verbindung mit der Fuß der alten Treppe, die zum zweiten Obergeschoss führte und heute nicht mehr existiert. Dort lag im 13. Jahrhundert die Wohnung des Bürgermeisters.
Der breitere Mittelteil ist durch elegante, mittelalterliche Dreifachfenster gekennzeichnet, die die Lage der alten Treppe anzeigen, deren erster Zug ursprünglich an der Ecke zur Strada Farini begann. Im Erdgeschoss finden sich Ladengeschäfte; dort gab es auch zur Zeit des Baus des Palastes einige Werkstätten.
Schwalbenschwanzzinnen schließen die Fassade nach oben ab; sie wurden bei der Restaurierung im Jahre 1927 in der ursprünglichen Form wiederhergestellt.